# Drei reizende Schwestern: Trick 17
Trick 17 ist der vierte Schwank der Drei-reizende-Schwestern-Reihe aus dem Jahr 1987. Er wurde am 18. Dezember 1987 zum ersten Mal im Programm des Fernsehens der DDR ausgestrahlt.

## Handlung
Bei Olga Knopf meldet sich nach einer langen Zeit ihr alter Schulfreund Ewald Schramm. Zwar soll sie nur ein Kostüm für ihn nähen, aber Olga macht sich sogleich Hoffnung auf ihren Jugendschwarm. Als es an der Tür klingelt, ist Olga sogleich in heller Aufregung, doch es kommt nur Meinhard Seidenspinner. Er klagt Olga sein Leid, denn nach dem gemeinsamen Urlaub der drei Schwestern war er bei Olgas Schwester Irmgard eingezogen und musste nun feststellen, dass er dort nur ein besserer Haussklave war. Daher hat er ihre Beziehung beendet und bittet Olga, vorübergehend bei ihr wohnen zu dürfen. Etwas unwillig stimmt sie zu, hofft dabei auch auf ein wenig Hilfe bei ihren aktuellen Renovierungsarbeiten. Seidenspinner stellt sich aber als unfähig heraus. Olga plant einen Kamin in ihr Wohnzimmer einzubauen. Die Bauarbeiter hatten bereits angefangen, sie nun aber versetzt, sodass ein großes schwarzes Loch in der Wand klafft. Zu ihrer Hilfe erscheint ihre Schwester Mathilde, die zur Unterstützung ihre Bekannte Undine Millinger mitgebracht hat. Während sich die beiden tatkräftig an die Arbeit machen, kommt nun auch Irmgard, die auf der Suche nach ihrem Meinhard ist und ihn bei ihrer Schwester vermutet. Olga nimmt Irmgard ins Gebet. So, wie sie die Männer stets behandele, sei es kein Wunder, dass es keiner bei ihr länger aushalte. Insgeheim ist ihr aber klar, dass es nicht lange dauern wird, bis die beiden sich wieder versöhnen.
Am nächsten Morgen traut Olga ihren Augen kaum. Mathilde und ihre Bekannte Undine Millinger haben es tatsächlich geschafft, den Kamin fertig zu bauen. Meinhard Seidenspinner, der sich noch immer versteckt hält, wird nun auch von seiner Exfrau Dolly und seinem Sohn Bodo gesucht. Meinhard hat sie heimlich verständigt, damit sie ihn aus den Fängen von Irmgard befreien sollen. Da es nicht lange dauert, bis Irmgard wieder bei Olga vor der Tür steht, zeigt Dollys Komödie ihre erste Wirkung. Allerdings verbünden sich die Frauen nun zu dritt gegen Seidenspinner, der sich daraufhin leicht verstimmt zurückzieht. Inzwischen trifft Olgas lang ersehnter Besuch ein. Wider Erwarten sieht der Mann kaum noch dem blonden Jüngling von damals ähnlich, denn auch an Ewald Schramm sind die vielen Jahre nicht spurlos vorüber gegangen. Da er aber künstlerisch tätig ist und beim Varieté mit einer Schimpansengruppe auftritt, weckt er Olgas Interesse. Das Kostüm, das er bei Olga nähen lassen will, ist für einen der Affen gedacht.
Am nächsten Tag treffen sich die drei Schwestern bei Irmgard im Café. Zu ihrer Überraschung haben sich Irmgards Tochter Yvonne und Seidenspinners Sohn Bodo zu einem Paar zusammengefunden. Nach anfänglichem Unmut wittert Irmgard ihre Chance, durch diese Verbindung wieder näher mit Meinhard zusammenzukommen. Schon am nächsten Tag will sie offiziell die Verlobung der beiden verkünden und entsprechend feiern. Allerdings wartet auch ihr Café auf eine Renovierung, und auf die Schnelle bietet wieder Mathildes Bekannte Undine Millinger ihre Dienste an. Mathilde, die bei allen Aktivitäten tatkräftig mithelfen muss, kommt an die Grenze ihrer Kräfte. Erschöpft schläft sie ein und träumt, dass Undines Existenz nur ein Traum war. Trotzdem ist die Renovierung über Nacht abgeschlossen und das Café erstrahlt in einer komplett neuen Dekoration. Die Schwestern freuen sich auf die Einweihungsparty, und als Meinhard Seidenspinner erwartungsgemäß erscheint, benimmt sich Irmgard brav und zurückhaltend, um die anstehende Versöhnung nicht zu gefährden.